# Ram Rahman
Ram Rahman (* 1955) je indický fotograf a kurátor se sídlem v Dillí. Je jedním ze zakládajících členů Safdar Hashmi Memorial Trust v Novém Dillí, vůdcem odporu vůči komunálním a sektářským silám v Indii prostřednictvím svých veřejných kulturních akcí.

## Životopis
Ram Rahman se narodil v roce 1955 Indrani Rahmanové, klasické indické tanečnici, a Habibu Rahmanovi, známému indickému architektovi. Ram Rahman dokončil svůj titul v oboru fyziky na Massachusettském technologickém institutu. V roce 1979 také získal titul v oboru grafický design na Yaleově univerzitě School of Art.

## Ocenění
Ram Rahman obdržel v roce 2014 prestižní cenu Forbes India Art Award za nejlepší „výstavu indického umění kurátorovanou na mezinárodní scéně“. Ram Rahman byl kurátorem „The Sahmat Collective: Art and Activism in India since 1989“ ve Smart Museum of Art v Chicagu, které představilo práce více než 60 umělců představujících dvě desetiletí současného indického umění v politické sféře.

## Výstavy
Ram Rahman vystavoval své fotografie na individuálních a skupinových výstavách v Indii a po celém světě. Jeho díla byla vystavena v India International Centre v Dillí (Imaging Delhi, 2011); Duke University, Raleigh (Street Smart, 2000); Bodhi Art, Rabindra Bhavan, Nové Dillí (Bioskop, 2008); Cleveland Museum of Art, Cleveland, Ohio (2002); Admit One Gallery, New York (2000); Galerie Triveni, Nové Dillí (1978); Brunswick Public Library, Brunswick, Maine (1977); Sbírky Rotch Visual, MIT, Cambridge (1977) a mnoho dalších galerií a institucí po celém světě. Jeho díla byla vystavována v rámci mnoha skupinových výstav v Indii i v zahraničí. Ramova poslední skupinová výstava byla „Touched by Bhupen“, prezentovaná v Galerii Mirchandanni a Steinruecke, Bombaj, 2013. Mezi další prominentní skupinové výstavy patří 'Where Three Dreams Cross', White Chappel Gallery, Londýn (2010); 'Public Places, Private Spaces' v muzeu v Newarku (2007); „Bojím se, věřím, toužím“ v Gallery Espace v New Delhi; 'Žena / Bohyně', British Council, Nové Dillí (1999) nebo 'Kontext jako obsah – Muzeum jako metafora', Muzeum výtvarných umění, Paňdžábská univerzita, Čandígarh (2001).
Ram je kurátorem několika výstav včetně Rare Vintage Photographs – 40.–60. léta (2014); Kolektiv SAHMAT: Umění a aktivismus v Indii od roku 1989 vystavený v Smart Museum of Art, The University of Chicago a The Ackland Art Museum, Chapel Hill, Severní Karolína (2013); The United Art Fair, New Delhi (2013); Delhi Modern: The Architectural Photographs of Madan Mahatta, 1956–1984, Photoink Gallery, Delhi Goethe Institute, Bombay (2012); HEAT, Bose Pacia Modern, New York (2003) atd.

## Publikace
- Sunil Janah: Fotografie 1940–1960.[20][21] Vydal Vijay Kumar Aggarwal. První vydání (2014).ISBN 978-81-929202-0-7

- The Sahmat Collective: Art and Activism in India since 1989.[22] Spolueditováno s Jessicou Moss. Vydalo Chicago: The Smart Museum of Art (2013).ISBN 9780935573534

- Obrana Husaina ve veřejné sféře: Zkušenost SAHMAT, Esej naboso napříč národem, MF Husain a myšlenka Indie. Editoval Sumathi Ramaswamy. Vydal Routledge, 2010[23][24] Editoval Sumathi Ramaswamy, Routledge, 2010. ISBN 978-0-415-58594-1